# Ricarda Mörz
Ricarda Mörz (* ca. 1994  in Altenstadt) ist eine deutsche Kampfsportlerin. Sie wurde im Jahr 2018 Europameisterin und zweifache Weltmeisterin im Tai Chi.

## Leben
Ricarda Mörz kam über die Fitness-Sportarten Zumba und Tae Bo zunächst zum Kung Fu, später zum Schattenboxen Tai Chi. Sie trainiert mit dem Neu-Ulmer Verein Chinese Kuoshu Institute (CKI).
Im Frühjahr 2018 wurde Mörz in Prag Europameisterin im Tai-Chi-Formenlauf. Gleich bei ihrer ersten Teilnahme an einer Kung-Fu-Weltmeisterschaft wurde sie im selben Jahr auch Weltmeisterin in zwei Disziplinen. Beim U.S. International Kuo Shu Championship Tournament in Hunt Valley nahe Baltimore im US-Bundesstaat Maryland vom 27. bis 29. Juli 2018 gelang es ihr, in den Kategorien „Freestyle“ und „Limited Steps“ jeweils die Goldmedaille zu gewinnen.
Mörz hat an der Hochschule Neu-Ulm Informationsmanagement und Unternehmenskommunikation studiert und arbeitet als Marketing-Managerin. In ihrer Freizeit widmet sie sich neben dem Kampfsport dem Musizieren.

## Sportliche Erfolge
- 2018 Europameisterin im Tai-Chi-Formenlauf (Prag)
- 2018 Weltmeisterin im Tai Chi in der Disziplin Freestyle (Baltimore, USA)
- 2018 Weltmeisterin im Tai Chi in der Disziplin Limited Steps (Baltimore, USA)